# Офицерский корпус национального управления океанических и атмосферных исследований
Офицерский корпус национального управления океанических и атмосферных исследований (англ. National Oceanic and Atmospheric Administration Commissioned Corps, NOAA Corps) является частью Национального управления океанических и атмосферных исследований и одним из семи родов войск Соединенных Штатов. Находится под руководством Министерства торговли США.

## История
Корпус был учрежден в 1917 году, для изучения побережья и геодезических исследований. В 1965 году было переименовано в Управление правительства по окружающей среде (англ. Environmental Science Services Administration, ESSA). Но в 1970 году снова вернулись к исследованию океана, побережья США и геодезических исследований. Согласно законам войны сотрудники корпуса являются нонкомбатантами и не могут использоваться в качестве шпионов или участвовать в вооруженных конфликтах.
Корпус состоит из офицеров в ранге от энсина до контр-адмирала (старшего ранга); матросы, старшины и уорэнт-офицеры в корпусе отсутствуют. В настоящее время насчитывает около 400 военнослужащих.

## Униформа и звания

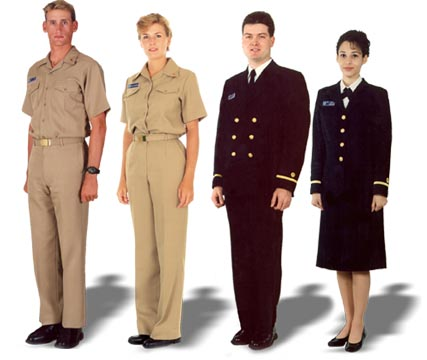
Униформа

| Знаки различия    | Знаки различия            | Знаки различия    | Знаки различия       | Знаки различия     |
| Ensign            | Lieutenant (junior grade) | Lieutenant        | Lieutenant Commander | Commander          |
| O-1               | O-2                       | O-3               | O-4                  | O-5                |
| ----------------- | ------------------------- | ----------------- | -------------------- | ------------------ |
|                   |                           |                   |                      |                    |
| Младший лейтенант | Лейтенант                 | Старший лейтенант | Капитанлейтенант     | Капитан 3-го ранга |

| Captain            | Rear Admiral (lower half) | Rear Admiral | Vice Admiral |
| O-6                | O-7                       | O-8          | O-9          |
| ------------------ | ------------------------- | ------------ | ------------ |
|                    |                           |              |              |
| Капитан 2-го ранга | Капитан 1-го ранга        | Контрадмирал | Вицеадмирал  |

## Отделы
В корпусе предоставлены специалисты в разных областях наук, в том числе: инженерных, наук о Земле, океанографии, метеорологии, рыболовных наук и других смежных дисциплин. У корпуса в наличии есть корабли, самолеты, научно-исследовательские центры, водолазные снаряжение.